# Cerastis manifestolabes
Cerastis manifestolabes là một loài bướm đêm trong họ Noctuidae.